# Велики вторник
Велики вторник е деня за поучения, нравствени наставления и за дарения за бедните и нисшите духом през Страстната седмица.
На Велики вторник Иисус Христос разказва притчата за талантите, като пророкува бъдещата съдба на Йерусалим - с опожаряването и разрушаването на Йерусалимския храм от римските легиони под командването на бъдещия римски император Тит.